# إنسان سيبرانو
تشير تسمية إنسان سيبرانو أو سيبرانو القحف (الاسم العلمي: Ceprano Man أو Ceprano Calvarium) إلى حفرية تعود للبليستوسين الأوسط لإنسان بدائي وهي عبارة عن قبة قحف وحيدة تم اكتشافها صدفةً خلال إنشاء طريق سريع بالقرب من بلدة سيبرانو في مقاطعة فروزينوني في إيطاليا. بالرغم من الضرر الذي ألحقته بها الجرافة إلا أنه تم التعرف عليها وتوثيقها وتوصيفها من قبل عالم الآثار إيتو بيدديتو الذي صادف وجوده عندما ظهرت الحفرية. اقترح ماليني وآخرون (2003) إدخال نوع بشري جديد وتسميته إنسان سيبرانو نسبةْ إلى الحفرية. بالرغم من أن علماء الإحاثة الأخرون قد صنفوه على أنه ينتمي إلى إنسان هايدلبيرغ. عرف مونيير وآخرون (2011) الحفرية على أنها «مخزون وراثي ملائم» من أناسيّ الهايديلبيرغ «قبل ظهور ملامح التشريح الذاتي الإقليمي».
يشتمل النموذج النوعي لأناسيّ السيبرانو على مزيج مميز من الصفات الشكلية: 1-عدم اكتمال الثلم فوق الحجاج، 2-ضعف في تطور الحدبة الجبهية وانحرافها نحو الأنسي، 3-التقعر الأنسي للمنطقة فوق الحجاج، 4-التوضع المتوسط لصماخ السمع الظاهر نسبة للناتئ الوجني الصدغي، 5-زيادة الصفات المشتقة (أي استقامة الحيد القذالي المستعرض)، 6-التقعر الجانبي الوحشي للحدبة المفصلية، 7-زيادة الصفات الأولية (أي توجه العرف الصخري الطبلي نحو الأسفل)، 8-الذميري المتوافق مع القمحدوة، 9-الناتئ خلف الخشاء، 10-النتوء الجداري الزاوي.
تم تقدير عمر الأحفورة ما بين 690 إلى 900 ألف سنة وذلك بناءً على أساس الارتباطات الإقليمية وسلسلة من التواريخ المؤكدة. بأخذ ظروف ترميم الحفرية بعين الاعتبار فقد صرح آسينزي (2001): «بالنظر إلى خلو الرواسب التي احتوت القحف من أية آثار ليوسينية ناتجة عن نشاط بركاني سابق في المنطقة والتي تم تحديد أنها حصلت منذ 100 إلى 700 ألف سنة والموجود فوق القحف بحد ذاته والذي ينطوي على عدم تطابق استراتيجي واضح يمثل الحد الأدنى من البيروكسيلات الليوسينية الرملية التي يعود عمرها إلى 800 أو 900 ألف سنة بأفضل تقدير زمني لدينا».
بعد توضيح علاقتها الجيوستراتيجية والبيوستراتجرافية والأركيولوجية بموقع فونتانا رانوشيو الأشوليني الشهير والقريب والذي يرجع تاريخه إلى 487 ألف عام وقد اقترح موتوني (2009) بأنه من المرجح أن تاريخ إنسان السيبرانو يعود إلى 450 ألف عام أو منتصف البليستوسين الأوسط.
تأخذ المعالم القحفية الموجود على العظم مظهر ما بين تلك التي اكتشف وجودها على الإنسان المنتصب والأنواع التي اكتشفت بعده كأناسي الهايدلبيرغ الذين انتشروا في أوروبا لفترة طويلة قبل النياندرتال. أظهرت دراسة أُجريت في عام 2011 أنها كانت من أسلاف إنسان النياندرتال.